# Communauté de communes du Bocage de Passais-la-Conception
La communauté de communes du Bocage de Passais-la-Conception est une ancienne communauté de communes française, située dans le département de l'Orne et la région Normandie.

## Histoire
La communauté de communes est créée par arrêté préfectoral du 23 décembre 1993.
Elle fusionne le 1er janvier 2017 avec la communauté de communes du Pays d'Andaine pour former la communauté de communes Andaine-Passais avec rattachement de la commune déléguée de Saint-Michel-des-Andaines, à la suite de son intégration à la commune nouvelle de Bagnoles de l'Orne Normandie.

## Composition
À la date de la dissolution, la communauté de communes regroupait neuf communes du canton de Bagnoles-de-l'Orne (les huit communes de l'ancien canton de Passais, rejointes le 1er janvier 2013 par une commune anciennement dans le canton de Domfront) :
- Passais (769 habitants en 2016[4]) ;
- Ceaucé (1 206 habitants en 2016) ;
- L'Épinay-le-Comte (187 habitants en 2016) ;
- Mantilly (537 habitants en 2016) ;
- Saint-Fraimbault (549 habitants en 2016) ;
- Saint-Mars-d'Égrenne (678 habitants en 2016) ;
- Saint-Roch-sur-Égrenne (179 habitants en 2016) ;
- Saint-Siméon (251 habitants en 2016) ;
- Torchamp (293 habitants en 2016).

## Administration
| Période                                  | Période       | Identité             | Étiquette | Qualité               |
| ---------------------------------------- | ------------- | -------------------- | --------- | --------------------- |
| février 1994                             | avril 2001    | Charles Bancourt     |           | Maire de Passais      |
| avril 2001                               | avril 2014    | Gérard Nicolas       |           | Maire de Saint-Siméon |
| avril 2014                               | décembre 2016 | Claude Lecherbonnier |           | Maire de Passais      |
| Les données manquantes sont à compléter. |               |                      |           |                       |